# モルドバの国旗

国旗の裏面(現在)

国旗の規定

縦横比2:3の別タイプ

モルドバの国旗は、1990年5月12日に制定された三色旗。青・黄・赤の三色旗に国章があしらわれている。パラグアイの国旗やサウジアラビアの国旗同様、国旗に表裏がある。独立当初は隣接するルーマニアとの統合を見越して表面のみに国章をデザインした国旗を使っていたが、2010年に裏側にも国章の鏡面をデザインするものに改められた。
ルーマニアとはかつて一つの国だったこともあり、文化的・歴史的に結びつきが強い。現在の国旗のデザインもルーマニアの国旗とよく似ている。

## 歴史的な旗

モルダヴィア公国時代の国旗
?1830年の商船旗
?1830年の商船旗、別仕様
1858年の商船旗
1861年の商船旗
?ロシア帝国時代の国旗(1812-1858)
?ロシア帝国時代の国旗(1858-1883)
?同帝国時代の国旗(1883-1918)
オデッサ・ソビエト共和国(1918)
ならびベッサラビア・ソビエト社会主義共和国（ルーマニア語版、英語版、ロシア語版）(1919）の旗[注釈 1]
?モルダヴィア民主共和国の国旗 (1917-1918)
?モルダヴィア民主共和国／スファトゥル・ツァーリー（ルーマニア語版、英語版）（国家議会）の旗 (1917-1918)
?モルダヴィア民主共和国軍の旗 (1917-1918) 中央の白い文字は『Republicii Democratice Moldoveneşti』のイニシャル
? ルーマニア王国時代の国旗(1918-1944)
ルーマニア王国（1918年以降）の一部として統合されていた当時の軍旗 (1918-1922)
同王国時代の軍旗（1922-1940、1941-1944)
モルダビア自治社会主義ソビエト共和国の国旗(1925-1932)
モルダビア自治ソビエト社会主義共和国(1938)
モルダビア自治ソビエト社会主義共和国(1938-1941)
モルダビア・ソビエト社会主義共和国の国旗(1941-1952)
モルダビア・ソビエト社会主義共和国の国旗(1952-1990)現在は沿ドニエストル共和国の国旗に流用されている。
?ソビエト社会主義共和国・モルドバ（SSR Moldova）の国旗（初期図案）(1990)中央にはモルダビア・ソビエトの国章が記されている。
ソビエト社会主義共和国・モルドバの国旗(1990-1991)
?? 独立当時国旗の裏面。 (1990–2010)

## 政府機関の旗

大統領旗
国会議長旗
首相旗
民間防衛・非常事態省の旗
税関の旗
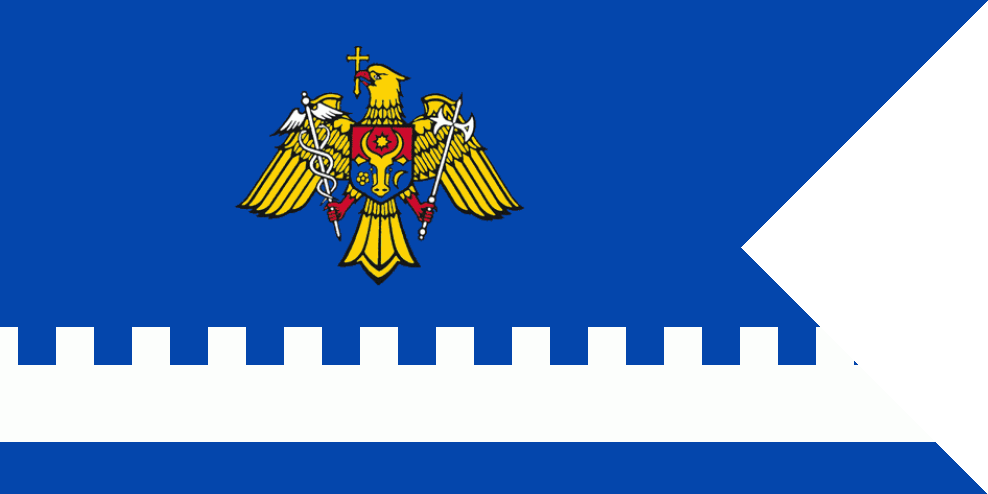
税関の船舶旗
国境警備隊（ルーマニア語版、英語版）の旗
同国軍の旗
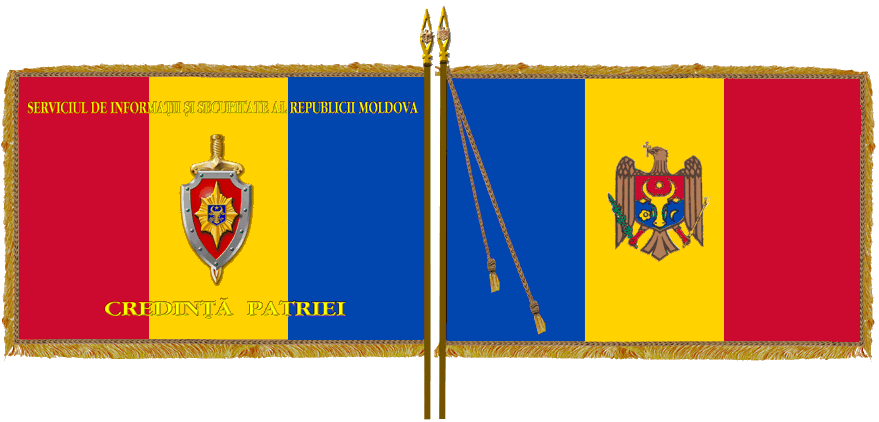
国家情報・保安庁の旗
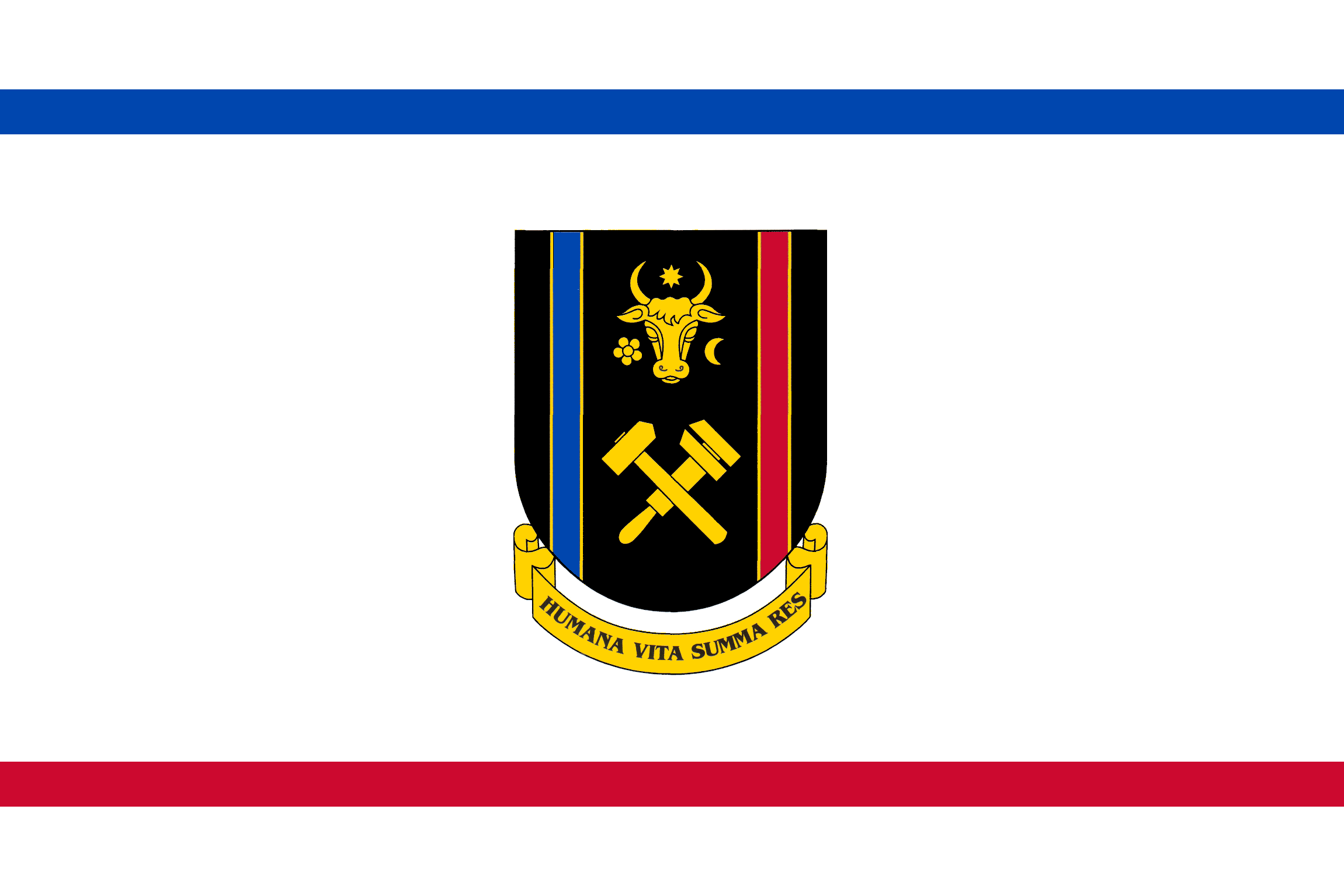
IPSSTOIPの旗 IPSSTOIPは同国の経済産業省直轄の検査部門である